# Monte Speed
El monte Speed es un monte circular escarpado antártico con pequeñas cimas en el límite de la barrera de hielo de Ross. Está situado al lado occidental de la desembocadura del glaciar Shackleton.
Fue descubierto por el Programa Expedicionario Antártico de Estados Unidos y cartografiado por A. P. Crary, quien fuera líder de la expedición de 1957 y 1958 a la barrera de hielo. Su nomenclatura corresponde al Teniente del escuadrón VX-6 de la Armada: Harvey G. Speed, el cual estuvo al frente del Little America V en 1957.